# Àcid heptadecanoic
L'àcid heptadecanoic (anomenat també, de forma no sistemàtica, àcid margàric) és un àcid carboxílic de cadena lineal amb desset àtoms de carboni, la qual fórmula molecular és {\displaystyle {\ce {C17H34O2}}}. En bioquímica és considerat un àcid gras, i se simbolitza per C17:0.

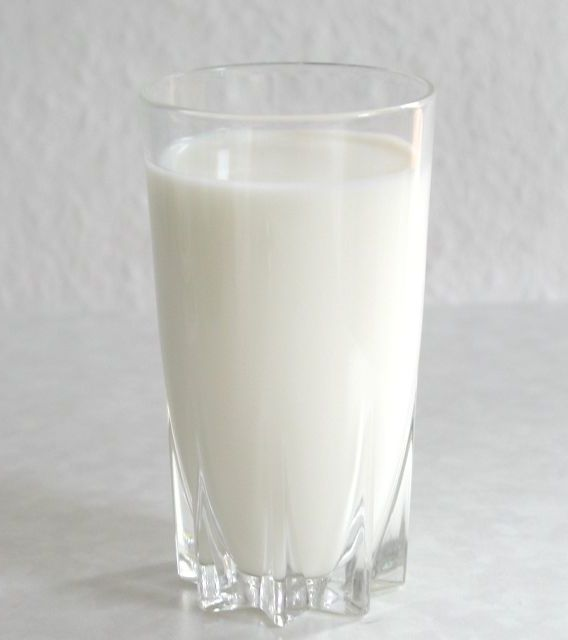
L'àcid heptadecanoic és residual en el greix de la llet bovina.

L'àcid heptadecanoic és un sòlid que fon a 61,3 °C. A 10 mm de Hg bull a 220 °C. La seva densitat és de 0,853 g/cm³ entre 4 °C i 60 °C i el seu índex de refracció 1,4324 a 70 °C. És insoluble en aigua, soluble en dietilèter i lleugerament soluble en etanol. En nom àcid margàric li fou donat pel químic francès Michel Eugène Chevreul (1786-1889) el 1816 a partir del nom margarina amb el qual havia anomenat una substància àcida quan la descobrí el 1813. La margarina és en realitat una mescla d'àcids palmític i esteàric. Prové del mot grec μαργαρίτης o μάργαρον (margaritēs / márgaron), que significa perla, ja que forma gotes semblants a perles pel seu llustre.
És present com a component traça del greix i el llard dels remugants, però no es troba en cap animal o vegetal en concentracions que superin la meitat dels greixos. Constitueix el 0,61 % del greix de la llet i el 0,83 % del greix de la carn de remugant. El contingut d'àcid heptadecanoic en el teixit adipós subcutani dels humans sembla un bon marcador biològic de la ingesta de greixos de llet a llarg termini en individus de vida lliure en poblacions amb alt consum de productes lactis.